# 24665 Tolerantia
24665 Tolerantia este un asteroid din centura principală de asteroizi.

## Descriere
24665 Tolerantia este un asteroid din centura principală de asteroizi. A fost descoperit pe 8 septembrie 1988 la Tautenburg de Freimut Börngen. Asteroidul prezintă o orbită caracterizată de o semiaxă mare de 2,31 ua, o excentricitate de 0,15 și o înclinație de 4,0° în raport cu ecliptica.